# The Orange County Register
The Orange County Register é um jornal diário publicado em Orange County, no estado da Califórnia, é propriedade da empresa Alden Global Capital por meio de suas subsidiárias Digital First Media News.

## Opiniões editoriais
The Register distinguia-se pela sua página editorial, geralmente de tendência libertária. Em geral, apoiava os mercados livres e as liberdades sociais. Embora às vezes apoiasse políticos e posições republicanas, foi o maior jornal do país a se opor à Guerra do Iraque desde o início e a leis que regulamentam questões como prostituição e uso de drogas. Foi um dos poucos jornais que se opuseram ao internamento de estrangeiros japoneses e nipo-americanos durante a Segunda Guerra Mundial. Após a compra da Freedom Communications pela Digital First, a página editorial do Register foi fundida com a do Los Angeles Daily News e com os outros jornais da Digital First na região para formar um único conselho editorial para o Southern California News Group sobre questões regionais e nacionais.